# Libro di Esdra
Il Libro di Esdra (ebraico עזרא; greco Έσδρας; latino Esdra) o Primo Libro di Esdra è un testo contenuto nella Bibbia ebraica (Tanakh, dove è contato come un testo unico con Neemia) e cristiana. Appartiene ai Libri Storici.
È scritto in ebraico con alcune sezioni in aramaico e, secondo l'ipotesi maggiormente condivisa dagli studiosi, la sua redazione definitiva, ad opera di autori ignoti, è collocata tra fine IV e metà III secolo a.C. in Giudea. 
È composto da 10 capitoli descriventi il ritorno degli Ebrei dall'esilio di Babilonia e la ricostruzione del tempio (circa 538-515 a.C.), e quindi l'attività riformatrice di Esdra a Gerusalemme (forse dal 398 a.C.).

## Caratteristiche
Il Libro di Esdra narra come nel settimo anno del regno di Artaserse Longimano (Vedi anche Dario I di Persia) ottenne il permesso di recarsi a Gerusalemme con un gruppo di Ebrei. Artaserse manifestò grande interesse nell'iniziativa di Esdra, garantendogli ogni richiesta e porgendogli omaggi per la casa di Dio. Esdra riunì il gruppo di esiliati, probabilmente 5000, quelli disposti ad andare con lui a Gerusalemme con una marcia di quattro mesi. Il libro narra delle sue attività dall'arrivo a Gerusalemme. Per circa 14 anni non vi sono cronache dell'attività di Esdra nella riorganizzazione dello stato e della pratica religiosa. In quell'anno appare un altro importante personaggio, Neemia. Dopo la ricostruzione da parte di Neemia delle mura di Gerusalemme, che erano state distrutte da Nabucodonosor II, Gerusalemme vide un numeroso raduno di persone in preparazione alla consacrazione delle mura. Nel giorno stabilito vi fu il raduno, e la Torah fu pubblicamente letta da Esdra e dai suoi assistenti (Neemia 8,3): la memorabile scena viene descritta nei particolari. Ci fu un grande risveglio religioso. Per molti giorni, a partire da Rosh Hashanah vi furono celebrazioni dei giorni sacri del mese di Tishri. Esdra lesse l'intero rotolo della Torah e con l'aiuto dei vari studiosi e dei Leviti spiegò l'interpretazione dei vari passi della Torah ai presenti. Le feste culminarono con la festosa celebrazione dei sette giorni di Succot, culminanti nell'ottavo con la festa di Shemini Atzeret. Nel ventiquattresimo giorno, subito dopo la fine delle feste, fu tenuta una solenne riunione, di confessione e digiuno di espiazione per i peccati dei padri. Fu quindi rinnovato il Patto sancito dalla concessione della Torah, data da Dio a Mosè, per l'osservanza delle leggi e dei comandamenti divini (Neemia 10,30). Venne completato il rituale per le celebrazioni nel Tempio, e quindi tutto fu pronto per la consacrazione delle mura (Neemia 12).
I libri di Esdra e Neemia - i quali citano una serie di documenti contemporanei ai fatti - presentano per gli storici una serie di problemi e, come osservano gli esegeti della École biblique et archéologique française (i curatori della Bibbia di Gerusalemme), "nonostante tale abbondanza di fonti, l'esegesi di Esdra e di Neemia è irta di difficoltà, perché i documenti si presentano in un ordine sconcertante. La lista degli immigrati è data due volte (Esd2 e Ne7); nella sezione di Esd4,6-6,18, scritta in aramaico, gli avvenimenti del tempo di Dario sono narrati dopo quelli dei regni di Serse e di Artaserse, i quali invece sono vissuti nel cinquantennio successivo"; su quest'ultimo anacronismo anche gli studiosi dell'interconfessionale Bibbia TOB rilevano che "il regno di Artaserse (464-424) è molto posteriore alla ricostruzione del tempio (520-515). L'autore aramaico di questo documento ha inserito il nome di questo re (del quale era contemporaneo?) per ricordare la sua azione riguardante le mura della città e del tempio". Un altro anacronismo si riscontra nel libro di Esdra 2,69 dove l'autore parla di 61.000 darici d'oro, moneta coniata dal re Dario e che, come sottolineano gli studiosi del "Nuovo Grande Commentario Biblico", risulta essere "un anacronismo per il periodo precedente a Dario. Inoltre, Ne7,70s dice soltanto 41.000, suddivisi per gruppi di donatori". Anche il periodo di attività di Esdra e Neemia in Gerusalemme presenta delle difficoltà storiche, in quanto, come osservano ancora gli esegeti della Bibbia TOB, dalle narrazioni "si ha l'impressione che i due personaggi abbiano esercitato la loro attività a Gerusalemme contemporaneamente, ma indipendentemente l'uno dall'altro, ignorandosi quasi totalmente, il che appare sorprendente se hanno tutti e due ricevuto l'incarico ufficiale dal re Artaserse (Esd7,11; Ne2,7-8)". 
Anche in merito agli elenchi forniti nei libri di Esdra e Neemia si presentano una serie di discordanze sia interne che tra i due libri stessi. Ad esempio, in Esdra si dichiara che la somma dell'elenco degli oggetti d'oro e d'argento offerti per la ricostruzione del Tempio di Gerusalemme è di 5.400, mentre tale somma risulta essere di 2.499 oggetti; l'autore del Libro di Esdra riporta - secondo gli esegeti della Bibbia di Gerusalemme, concordemente con quelli della Bibbia TOB - un elenco di oggetti da una fonte giuntagli incompleta, pur lasciando invariato il totale. 
Si presentano divergenze anche in merito all'elenco degli abitanti ritornati dall'esilio babilonese; infatti, il Libro di Esdra dichiara che la somma degli immigrati ritornati dall'Esilio è di 42.360 persone mentre, in realtà, questa è di 29.818 persone (ovvero 12.542 in meno di quante dichiarate). Tale somma è poi in contraddizione con quella riportata dal Libro di Neemia per lo stesso elenco, che è di 31.089 persone. Anche nel confronto tra gli elenchi presenti nei due libri si ravvisano notevoli differenze: ad esempio, nel Libro di Esdra i Figli di Zattu sono 945, i Figli di Azgad sono 1222, i Figli di Adin sono 454, i Figli di Casum sono 223, gli Uomini di Betel e di Ai sono 223, mentre secondo il Libro di Neemia i Figli di Zattu sono 845, i Figli di Azgad sono 2322, i Figli di Adin sono 755, i Figli di Casum sono 328, gli Uomini di Betel e di Ai sono 123. La Bibbia CEI, riguardo a queste discordanze, parla di "errori di trasmissione" e, concordemente, gli studiosi del "Nuovo Grande Commentario Biblico" osservano come "i cittadini liberi sono complessivamente solo 29.818 in Esd2 (30.142 in 3Esd) e 31.039 in Ne, contro il totale indicato di 42.360 [...]; pensiamo piuttosto che sia stato omesso qualche totale parziale" e quelli dell'interconfessionale Bibbia TOB che "le cifre date in questo capitolo [Ne7] sono spesso differenti da quelle che sono date, per i medesimi nomi, in Esd2. Tuttavia il totale risulta identico nei due libri: cf 7,66 e Esd2,64".

### Riferimenti
1. ↑   Esd 4,8-6,18;7,12-26, su laparola.net.
2. ↑  Nella traduzione siriaca (Peshitta) c’è sempre Esdra al posto di Neemia: Claudio Balzaretti, Esdra il coppiere, ovvero la versione siriaca del libro di Esdra, in «Rivista biblica» 62 (2014) pp. 475-497; Claudio Balzaretti, The Syriac Version of Ezra-Nehemiah. Manuscripts and Editions, Translation Technique and Its Use in Textual Criticism (Biblica et Orientalia 51), Roma, Gregorian & Biblical Press, 2013 ISBN 9788876533549
3. ↑   Neemia 8,3, su La Parola - La Sacra Bibbia in italiano in Internet.
4. ↑   Neemia 10,30, su La Parola - La Sacra Bibbia in italiano in Internet.
5. ↑   Neemia 12, su La Parola - La Sacra Bibbia in italiano in Internet.
6. ↑  Bibbia di Gerusalemme, EDB, 2011, pp. 760-761, ISBN 978-88-10-82031-5.
7. ↑  Bibbia TOB, Elle Di Ci Leumann, 1997, p. 1672, ISBN 88-01-10612-2.
8. ↑   Esd 2,69, su La Parola - La Sacra Bibbia in italiano in Internet.
9. ↑  Alcuni capi delle case paterne donarono per il lavoro di costruzione. Il governatore diede al tesoro mille darici d'oro, cinquanta coppe, cinquecentotrenta vesti sacerdotali. Alcuni capi delle case paterne diedero al tesoro per il lavoro di costruzione ventimila darici d'oro e duemiladuecento mine d'argento. Il resto del popolo diede ventimila darici d'oro, duemila mine d'argento e sessantasette vesti sacerdotali. ( Ne7,70-72, su laparola.net.).
10. ↑  Raymond E. Brown, Joseph A. Fitzmyer, Roland E. Murphy, Nuovo Grande Commentario Biblico, Queriniana, 2002, p. 506, ISBN 88-399-0054-3. (Cfr anche:Bibbia TOB, Elle Di Ci Leumann, 1997, p. 1665, ISBN 88-01-10612-2.).
11. ↑  Bibbia TOB, Elle Di Ci Leumann, 1997, pp. 1658-1659, ISBN 88-01-10612-2.
12. ↑   Esd1,5-11, su laparola.net..
13. ↑  Bibbia di Gerusalemme, EDB, 2011, p. 872, ISBN 978-88-10-82031-5.
14. ↑  Bibbia TOB, Elle Di Ci Leumann, 1997, p. 1663, ISBN 88-01-10612-2.
15. ↑   Esd2; Neem7, su laparola.net..
16. ↑  Raymond E. Brown, Joseph A. Fitzmyer, Roland E. Murphy, Nuovo Grande Commentario Biblico, Queriniana, 2002, pp. 505-506, ISBN 88-399-0054-3.
17. ↑  Bibbia TOB, Elle Di Ci Leumann, 1997, pp. 1689-1690, ISBN 88-01-10612-2.
18. ↑  La Sacra Bibbia CEI, 1991, p. 395 nota 64.
19. ↑  Mario Liverani, Oltre la Bibbia. Storia antica di Israele, Laterza, 2003, p. 279-282, ISBN 978-88-420-9841-6.